# Sanmina Corporation
Sanmina Corporation er en amerikansk elektronikvirksomhed, der fremstiller elektronik for andre virksomheder. De har hovedkvarter i San Jose, Californien og de har original equipment manufacturer (OEM) produktion af computerhardware samt produktion af printplader og backplanes. Virksomheden har 80 fabrikker og ca. 35.000 ansatte.
Sanmina blev etableret af Jure Sola og Milan Mandarić i 1980, som en printpladeproducent.